# Conicercembia tepicensis
Conicercembia tepicensis is een insectensoort uit de familie Archembiidae, die tot de orde webspinners (Embioptera) behoort. De soort komt voor in Mexico (Nayarit).
Conicercembia tepicensis is voor het eerst wetenschappelijk beschreven door Ross in 1984.